# Pachynectes costulifer
Pachynectes costulifer är en skalbaggsart som först beskrevs av Régimbart 1903.  Pachynectes costulifer ingår i släktet Pachynectes och familjen dykare. Inga underarter finns listade i Catalogue of Life.